# Nun komm, der Heiden Heiland BWV 62
Nun komm, der Heiden Heiland (in tedesco, "Ora vieni, salvatore delle genti") BWV 62 è una cantata di Johann Sebastian Bach.

## Storia
La cantata Nun komm, der Heiden Heiland venne composta da Bach a Lipsia nel 1724 e fu eseguita il 3 dicembre dello stesso anno in occasione della prima domenica di avvento. Il libretto è tratto da testi di Martin Lutero per il primo e l'ultimo movimento e da testi di autori anonimi per i rimanenti. La cantata venne replicata a Lipsia fra il 1732 ed il 1735.
Il tema musicale deriva dall'inno Nun komm, der Heiden Heiland, composto da Martin Lutero e basato sul secondo verso del Veni, redemptor gentium di Sant'Ambrogio.

## Struttura
La cantata è composta per soprano solista, contralto solista, tenore solista, basso solista, coro, violino I e II, oboe I e II, viola e basso continuo ed è suddivisa in sei movimenti:
1. Coro: Nun komm, der Heiden Heiland, per tutti.
2. Aria: Bewundert, o Menschen, dies große Geheimnis, per tenore e orchestra.
3. Recitativo: So geht aus Gottes Herrlichkeit und Thron, per basso e continuo.
4. Aria: Streite, siege, starker Held, per basso, archi e continuo.
5. Recitativo: Wir ehren diese Herrlichkeit, per soprano, contralto, archi e continuo.
6. Corale: Lob sei Gott, dem Vater, g'ton, per tutti.